# Ясавэйяха (река, впадает в Байдарацкую губу)
Ясавэйяха (также Ясавэй-Яха) — река в России, протекает по территории Ямальского района Ямало-Ненецкого автономного округа, на полуострове Ямал. Длина реки — 221 км, площадь водосборного бассейна — 4150 км².
Берёт начало из озера Ясавэйто в центральной части полуострова Ямал. Высота истока — 25 м над уровнем моря. Преимущественное направление течения — на юг и юго-запад. В нижнем и среднем течении берега местами обрывистые. Активно меандрирует. В бассейне большое количество озёр. В среднем течении через протоку принимает сток из озера Тобато. Впадает с северо-востока в залив Юрибей Байдарацкой губы непосредственно к северу от устья рек Юрибей и Юнъяха. Перед устьем ширина реки достигает 155 м, а глубина — 3,2 м. Скорость течения в низовьях — 0,4 м/с.

## Основные притоки
Указаны поименованные притоки длиной более 30 км.
| Название         | Расстояние от устья | Длина | Положение |
| ---------------- | ------------------- | ----- | --------- |
| Пандатъяха       | 15                  | 76    | левый     |
| Маретаяха        | 47                  | 31    | правый    |
| Яяха             | 84                  | 75    | левый     |
| Сэбэсьяха        | 121                 | 67    | правый    |
| Нюдя-Маретаяха   | 160                 | 32    | правый    |
| Нгарка-Маретаяха | 165                 | 32    | правый    |

## Данные водного реестра
По данным государственного водного реестра России относится к Нижнеобскому бассейновому округу, водохозяйственный участок — реки бассейна Карского моря от западной границы бассейна реки Большая Ою до мыса Скуратова, речной подбассейн реки — подбассейн отсутствует. Речной бассейн реки — Реки бассейна Карского моря междуречья Печоры и Оби.
Код объекта в государственном водном реестре — 15010000112115300038105.